# 浪子似海花介
浪子似海花介（学名：Parabythocythere longtzui）为深海花介科似海花介屬下的一个种。